# Kirche Teufenthal

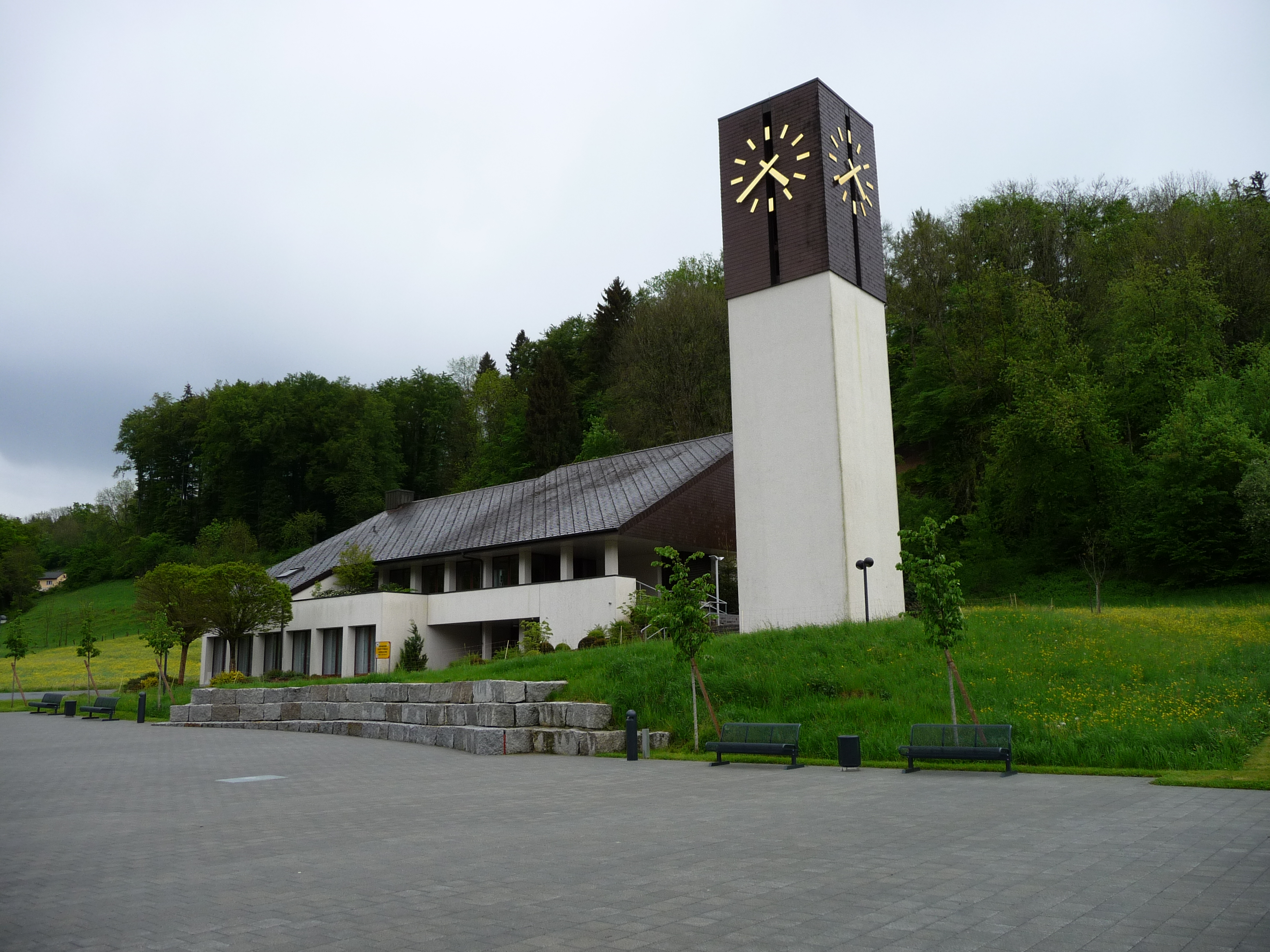
Kirche Teufenthal

Die Kirche Teufenthal ist die reformierte Kirche in der aargauischen Gemeinde Teufenthal in der Schweiz. Sie wurde in den Jahren 1978/79 erbaut, 1980 eingeweiht und gehört der Kirchgemeinde Kulm.
Die Teufenthaler Reformierten ging Jahrhunderte nach Unterkulm zum Gottesdienst. In der zweiten Hälfte des 20. Jahrhunderts kam der Wunsch nach einer eigenen Kirche auf und einige Kirchgemeindeglieder sammelten über viele Jahre Geld dafür. Im April 1980 fand der Glockenaufzug statt und im Mai 1980 konnte die Kirche schliesslich eingeweiht werden. Die von der Firma Kuhn gebaute Orgel mit zwei Manualen und 9 Registern stammt aus dem Jahre 1993.